# Vicariat apostolique de Trinidad
Le vicariat apostolique de Trinidad (en latin : Vicariatus Apostolicus Trinitensis ; en espagnol : Vicariato apostólico de Trinidad) est un vicariat apostolique de l'Église catholique en Colombie directement soumis au Saint-Siège.

## Territoire

Il comprend les municipalités de Maní, Orocué, San Luis de Palenque et Trinidad ainsi qu'une partie des municipalités de Hato Corozal, Paz de Ariporo et Tauramena (dont l'autre partie est dans le diocèse de Yopal) dans le département de Casanare.
Il possède un territoire d'une superficie de 27 075 km2 divisé en 8 paroisses. Le siège épiscopal est dans la ville de Trinidad où se trouve la cathédrale de l'Immaculée-Conception.

## Historique
Le vicariat apostolique de Trinidad est érigé le 29 octobre 1999 en prenant une partie du vicariat apostolique de Casanarequi est supprimé le même jour. La mission d'évangélisation est confiée aux augustins récollets.

## Évêques
- Olavio López Duque, O.A.R (29 octobre 1999 - 23 octobre 2000) (administrateur apostolique)

- Héctor Javier Pizarro Acevedo, O.A.R, depuis le 23 octobre 2000